# Bataille d'Erzincan
 (mars 2020).
Première Guerre mondiale
Batailles
- Offensive Bergmann
- Sarikamis
- Ardahan (en)
- Van
- Manzikert
- Kara Killisse
- Erzurum
- Trébizonde (en)
- Bitlis
- Erzincan
- Expédition allemande
- Sardarapat
- Abaran
- Karakilisa
- Bakou

La bataille d'Erzincan (en russe : Эрзинджанское сражение ; en turc : Erzincan Muharebesi) est une bataille de la Première Guerre mondiale remportée par la Russie sur l'Empire ottoman, lors de la campagne du Caucase.

## Forces en présence

### Armée russe
Le 5e corps d'armée du Caucase occupe le flanc droit (le long de la route de Trébizonde à Gümüşhane), à sa gauche le 2e corps d'armée du Turkestan et, aux environs d'Aşkale, le 1er corps d'armée du Caucase.

### Armée ottomane
Le Ve corps d'armée ottoman, composé de 3 divisions, fait face au 5e corps d'armée russe ; le Xe corps d'armée ottoman affrontant le 2e corps d'armée du Turkestan.

## Déroulement
En février 1916, les forces du général russe Nikolaï Ioudenitch prennent les villes d'Erzurum et de Trébizonde. Le port de Trébizonde permet aux Russes de recevoir des renforts dans la région du Caucase.
Enver Pasha ordonna à la IIIe armée de l'Empire ottoman, commandée par Vehip Pasha, de reprendre Trébizonde. L'attaque échoue et le général Ioudenitch contre-attaque le 2 juillet. L'attaque de l'Empire russe frappe le centre de communication turc d'Erzincan, obligeant les troupes de Vehip Pasha à battre en retraite. L'Empire ottoman perd 34 000 hommes, dont la moitié furent prisonniers de guerre.